# Fritz Reimer
Fritz Reimer (* 6. Februar 1931 in Breslau) ist ein deutscher Psychiater und war von 1969 bis 1996 Ärztlicher Direktor des Psychiatrischen Landeskrankenhauses in Weinsberg. Als Mitglied der Sachverständigenkommission der Psychiatrie-Enquête engagierte er sich für die Psychiatriereform.

## Leben
Reimer wuchs in der Nähe von Breslau auf, wo er zur Schule ging. Im Januar 1945 flüchtete er mit seiner Familie in einem Pferdewagen vor den näher rückenden sowjetischen Truppen. Nach drei Wochen kam die Familie zunächst bei Dresden unter und dann in Hagenow, wo Reimer ab 1946 die Oberschule besuchte und 1950 die Reifeprüfung ablegte. Noch 1950 begann er an der Universität Rostock ein Studium, das er 1956 mit der Promotion in Medizin abschloss. Er arbeitete als Arzt an einer Klinik in Rostock und ging dann nach Westdeutschland, wo er in Kliniken in Bremen und Kiel arbeitete. 1967 wurde er an der Universität Kiel erneut promoviert und habilitierte sich.
Von 1969 bis 1996 war Reimer Ärztlicher Direktor des Psychiatrischen Landeskrankenhauses in Weinsberg bei Heilbronn. In seiner Amtszeit machte er die Klinik zu einer Modellklinik der Sozialpsychiatrie und etablierte dort auch die Verhaltenstherapie. Er war viele Jahre Vorstandsmitglied der Deutschen Gesellschaft für Psychiatrie und Neurologie und von 1987 bis 1992 Vorsitzender der Bundesdirektorenkonferenz. Als Mitglied der Sachverständigenkommission der Psychiatrie-Enquête engagierte er sich überregional für die Psychiatriereform. Der Psychoanalyse steht er kritisch gegenüber und setzt stattdessen auf eine Kombination von Psychopharmakotherapie und Sozialpsychiatrie. 1973 wurde er außerplanmäßiger Professor an der Universität Heidelberg. In Weinsberg, Heilbronn und Umgebung initiierte er zahlreiche Vereine und Institutionen für psychisch Kranke.
Nach seiner Pensionierung als Ärztlicher Direktor des Psychiatrischen Landeskrankenhauses Weinsberg war Reimer 1998 Mitbegründer einer psychiatrischen Privatklinik im Schwarzwald. Seit 2010 hat er zusammen mit seiner Frau, einer Psychologin, eine Praxis für Psychotherapie in Weinsberg.
Neben seinem beruflichen Wirken war Reimer für die SPD, der er seit 1970 angehört, Mitglied im Weinsberger Gemeinderat und im Kreistag des Landkreises Heilbronn. Er ist in dritter Ehe verheiratet und hat fünf Kinder.

## Auszeichnung
1996 erhielt Reimer das Bundesverdienstkreuz am Bande.